# Славоросов Харитон Никанорович
Харито́н Никано́рович Славоро́сов (справжнє прізвище — Семене́нко; 11 (23) жовтня 1886, Домашлин — 1941, концтабір ГУЛАГ СРСР у Каргумякі) — український авіаінженер, спортсмен. Один з перших авіаторів Російської імперії, учасник першої світової війни. 
Жертва сталінського терору.

## Біографія
Харитон Никанорович Семененко народився 11 (23) жовтня 1886 року в селі Домашлин Чернігівської губернії Російської імперії (нині — Корюківський район Чернігівської області) в селянській родині.

### Дитячі та юнацькі роки
У 1892 році разом з родиною переїздить до Одеси, де батько влаштовується двірником. Харитон допомагав у господарстві, співав у церковному хорі.
Харитон з відзнакою закінчує народну школу, ремісниче училище, а потім — школу корабельних машиністів-механіків. Після нетривалої машиністом на суднах РОПіТу Харитон влаштовується слюсарем у велоремонтну майстерню. Через деякий час самотужки з бракованих деталей і брухту збирає власного велосипеда й починає активні заняття велоспортом, тренується на одеському «Циклодромі», бере участь у змаганнях. У цей час він бере собі спортивний псевдонім «Славоросов». Знайомиться і змагається проти найкращих російських велосипедистів того часу Михайла Єфимова та Сергія Уточкіна.

### Початок авіаторської кар'єри
У 1910 році Семененко приїхав на авіаційні змагання в Петербург до Єфімова і став працювати у нього механіком безкоштовно. Так він освоїв техніку і увійшов в авіаційні кола. Льотчик Генріх Сегно запропонував Харитону місце механіка і обіцяв вивчити літати, так як отримав запрошення від товариства «Авіата» князя Любомирського у Варшаві. Славоросов був там єдиним механіком. Ночами він лагодив розбитий літак, а вранці потайки вчився на ньому літати.
У 1911 році Харитон Славоросов-Семененко блискуче здав іспит на пілота-авіатора і отримав «Бреве» № 40. Харитона призначили першим пілотом «Авиаты» та інструктором. Улюбленим його учнем став поет-футурист Василь Каменський, соратник Маяковського та Хлєбнікова. Свій новаторський вірш «Танго з коровами» він присвятив Славоросову: «З олов'яної радістю дивимося ми на долю. Ми — Піонери Країн — Завойовники Повітря…». В автобіографічному романі «Шлях ентузіаста» він писав: «Серед авіаторів — Славоросов — самий чудовий… найталановитіший рекордист… Славоросова я обрав своїм учителем-інструктором… В очах — злітають апарати. У вухах — музика моторів. В носі — запах бензину і відпрацьованого масла, в кишенях — ізолювальні стрічки. У мріях — майбутні польоти».
Василь під керівництвом досвідченого інструктора успішно здав іспит на звання пілота («Бреве» № 66):
«Я розцілував свого вчителя Славоросова, як готовий був розцілувати весь світ. <…>
Славоросов збирався… на закордонні змагання й тому влітку тренувався, як диявол, забираючись під хмари… Навесні „на прощання“ ми з Славоросовим влаштували «відкриття весняного авіаційного сезону», зібравши масу глядачів.
Наступного дня телеграми всіх газет Росії сповіщали про «чудові за красою і сміливістю» наші польоти.

Так, це були справді, виняткової майстерності польоти Славоросова, ну, а я тягнувся за ним, як хлопчик за татом»

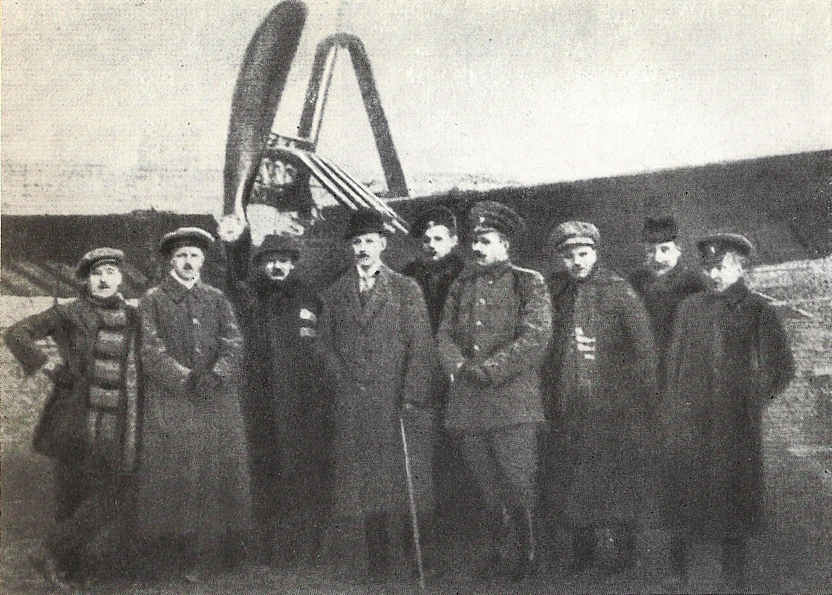
Василь Каменський (другий зліва) та Харитон Славоросов (третій праворуч) на аеродромі «Авіати»

У 1912 році Харитон Славоросов викуповує свій аероплан і готується взяти участь у великих міжнародних авіаційних змаганнях у Відні. Бере участь у демонстраційних польотах. Під час одного з них, у містечку Мокотове поблизу Варшави, на аероплані «Блеріо» здійснив проліт під мостом через Віслу. На змаганнях у Відні (1912) Славоросов виграє кілька великих призів і посідає третє місце в загальному заліку.
Аугсбурзька газета «Фольксвіллє» від 22 липня 1912 року:
Показові польоти в Карлсбаді. Відомий авіатор Харитон Славоросов у п'ятницю ввечері (19 липня) злетів на своєму «Блеріо» з іподрому, пролетів над містом, до гірського готелю «Імперіал» і негайно полетів назад на іподром. Перші показові польоти були продемонстровані в неділю. Перед кожним польотом Славоросов хрестився й молився коротко, що викликало глибокі емоції у глядачів. Авіатор сміливо і швидко піднявся до хмар так, що було видно глядачам як маленька крапка. Потім кинувся вниз, як яструб, щоб, не зачепивши землі, знову злетіти до хмар. Потім він спокійно й велично пролетів над самими трибунами, і далі ми побачили володаря повітря, що здійснює сміливі повороти. Він робив у повітрі різні фігури, вимикав двигун, щоб спланувати до річки Егер, в останній момент знову увімкнув мотор і піднімався на висоту, щоб врешті-решт після третього польоту зробити справді відважний етюд — здійснити посадку на самій маленькій ділянці іподрому. <…>

В очах всіх глядачів можна було прочитати якнайглибше хвилювання, бо перед ними блискучим чином був продемонстрований найбільший тріумф людського духу…
Після цього отримав запрошення працювати випробувачем в Італії на фірмі «Капроні». Російський льотчик побив всі італійські рекорди і встановив кілька світових.
23 січня 1913 року Славоросов встановив світовий рекорд швидкості з пасажиром. Судді зафіксували проліт 200 км за 1 годину 56 хвилин 30 секунд і 250 км за 2 години 24 хвилини 30 секунд.
У цей же день він встановив такі світові рекорди:
- за 2 години 206,250 км;
- за 2 години в середньому 265,779 км;

італійський рекорд
- 5 км за 3 хвилини;
- 10 км за 6 хвилин;
- 20 км за 11 хвилин 55 секунд;
- 30 км за 17 хвилин 49 секунд;
- 100 км за 57 хвилин 45 секунд;
- 150 км 1 годину 27 хвилин 35 секунд;

рекорд висоти:
- за 9 хвилин набрав 1,060 м.

Виграв дальній переліт Мілан-Турин й складний переліт Мілан-Генуя-Рим.
Газета «Новое время», 27 (14) лютого 1913 року:
«Переліт Мілан — Рим. РИМ. Російський авіатор Славоросов на італійському аероплані Капроні вилетів сьогодні о 7 год. 10 хв. ранку з Мілана до Риму і о 10 год. ранку спустився в Пізі для поповнення запасів бензину. (Аг. Стефані). <…>

РИМ. Авіатор Славоросов поблизу Піомбіно спустився на землю. Під час спуску апарат отримав пошкодження. (Аг. Стефані)».
|                                                  |                                                   |                                                   |
| «L'express du midi». 27 лютого 1913 року № 7392. | «NOUVELISTE valaisan». № 64, 22 квітня 1913 року. | «L'express du midi». 4 березня 1913 року. № 7397. |

Про нього писали всі європейські газети, його називали «сміливим поетом швидкості». У той час Славоросов був першим серед прославлених льотчиків світу і першим російським авіатором, який мав світові досягнення.
Він писав творцеві «мертвої петлі» Петру Нестерову в Київ:
«Милостивий государю пане Нестеров!
З газет я знаю, що Ви перший авіатор який зробив петлю в повітрі. Я хотів би знати, чи не знайдете Ви за можливе здійснити разом зі мною кілька публічних польотів такого роду в столицях Європи. …

Готовий до послуг авіатор Х. Славоросов».
Лист зберігається в Нижньогородському обласному музеї. Цей проект не здійснився, бо Нестеров був військовим льотчиком. А Славоросов, захопившись вищим пілотажем, став одним з перших льотчиків-«петлістів» світу.
|                               |                          |                             |
| Х. Н. Славоросов в 1911 році. | «Авіаторъ СЛАВАРОССОВЪ». | Х. Н. Славоросов. 1910 рік. |

Славоросов мешкав при заводі братів Капроні в селі Віццола-Тічино, за 45 км на північний захід від Мілана. Італійці полюбили його за мужність і почуття гумору. Одного разу, зламавши шасі літака, він послав патрону телеграму: «При посадці зламав собі ноги, полагодив в кузні. Вилітаю.» Він не міг і припускати, що жарт виявиться пророчим. Завдяки чудовому пілотові, справи фірми пішли в гору. Але це викликало заздрість і злість конкурентів. У квітні 1913 року Славоросов демонстрував новий літак на міжнародному військовому конкурсі в Турині. Він виграв сім турів з дев'яти. А на восьмому сталася жахлива катастрофа. Газета «Биржевые ведомости» повідомляла:
«6 квітня о 6 годині вечора на військовому аеродромі Мірафіорі під час польоту російського авіатора Славоросова з пасажиром Гало раптово стався вибух мотора. Пасажир згорів, вмираючий авіатор в шпиталі».
Льотчик був завалений палаючими уламками літака і йому придавило ногу. Але він знайшов у собі силу волі, щоб відламати частину обвугленої ступні і вибратися з-під машини. Газети писали:
«Якийсь злий рок переслідує всіх найкращих російських льотчиків… Славоросов при падінні отримав перелом лівої ноги та п'яти ребер, права нога вся обгоріла, шкіра з обличчя зірвана і констатовано загальний важкий струс мозку та всього організму. 36 годин льотчик перебував у безсвідомому стані»
Пілот протягом 6 місяців перебував у шпиталі. Після одужання Славоросов не міг більше залишатись в Італії, оскільки був упевнений, що катастрофа була влаштована навмисне.
У січні 1914 року він опинився у Франції без грошей, без зв'язків і майже без знання мови. Але льотчики спільну мову знаходять швидко.
У Парижі він зустрівся з французькими авіаторами: Жюлем Ведрином, Роланом Гарросом, Жоржем Леганьє та Адольфом Пегу.
Ведрін та Гаррос допомогли йому влаштуватися «гастролюючим пілотом» у фірми «Кодрон» та «Моран-Солньє». У Франції його стали називати Славо́.
Він знову поїхав виступати до Австрії. Там з льотчиком сталася ще одна аварія:
22 (09) червня 1914 року. «Новое время».
Воздухоплаваніе. ВІДЕНЬ.
«Сьогодні на Аспернському аеродромі розпочалися міжнародні авіаційні змагання на призи, що сягають сукупно 131 тис. крон. Вранці під час пробного польоту російський авіатор Славоросов впав. Апарат абсолютно розбитий. Льотчик неушкоджений.»

### Перша світова війна
З початком першої світової війни Славоросову, як іноземцю, загрожувало інтернування. Вибратися Харитону допомогла віддана кохана. Вона вивезла його до Франції за паспортом чоловіка. При перевірці документів прикордонним контролем заявила, що у її чоловіка нестерпний зубний біль. Харитон, обв'язаний шарфом, лише стогнав. Ризикована втеча вдалася.
3 серпня 1914 року Німеччина оголосила війну Франції. Після оголошення війни російські льотчики вступили добровольцями у французьку армію. Славо призначили в 1-ю авіаційну групу в Діжоні, пізніше перевели в авіаційну школу в Аворе (фр. l'école d Avord), де він 3 вересня 1914 року отримав патент військового льотчика № 585. Він став сержантом. Службу продовжив у Бюке під Парижем. Займався відповідальними розвідувальними польотами.
У лютому 1915 року він демобілізувався по інвалідності в госпіталі у Версалі. Повернувшись до Петрограда, влітку почав працювати на авіаційному заводі В. А. Лебедєва, де став завідувати здачею літаків типу «Моріс Фарман». Відновив авіашколу Всеросійського аероклубу, де нелегально вчив літати матросів і солдатів. Потім вступив в автомобільно-авіаційну дружину, отримав звання зауряд-поручика. Незабаром був обраний начальником дружини.

### Після Жовтневого перевороту
Після жовтневого державного перевороту 1917 року та встановлення влади більшовиків, разом з родиною переїздить до Томська. Влада Верховного правителя Росії адмірала О. В. Колчака відмовилася мобілізовувати Харитона до армії через його хирляве тоді здоров'я.
Після взяття Томська частинами Червоної армії, його все ж таки мобілізували до війська, проте незабаром відпустили на навчання.
Протягом 1918–1920 років навчався на механіко-математичному факультеті Томського технологічного інституту. Там його товаришем став Микола Камов, майбутній відомий авіаконструктор, творець вертольотів «Ка».
Потім Славоросов отримав направлення на навчання в Інституті інженерів Червоного повітряного флоту імені М. Є. Жуковського (з вересня 1922 року — Академія Повітряного флоту імені М. Є. Жуковського), який закінчив у першому випуску і отримав диплом військового інженера-механіка повітряного флоту № 17. Дипломний проєкт його називався «Повітряна лінія Москва-Стамбул».
Авіаінженер був направлений на роботу в Російське товариство добровільного повітряного флоту (Добролет).

Займався пошуками нових ліній для цивільних літаків, будівництвом аеродромів, брав участь у підготовці авіаперельоту Москва — Пекін. 

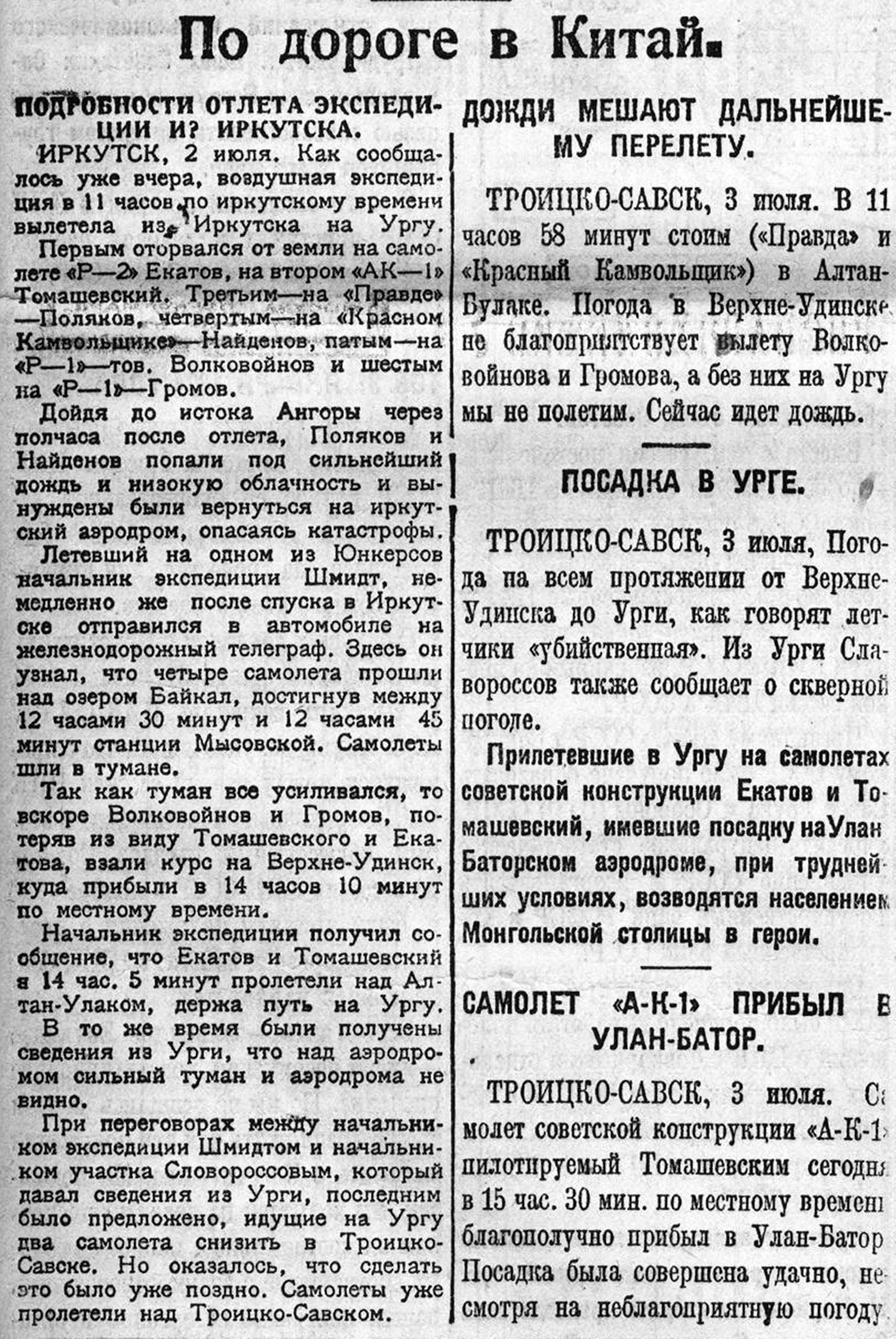
Газета «Красный Север», 1925 рік, № 152 (1840)

 Потім три роки він працював технічним директором Середньоазіатського відділення Добролету, де з'явилася міжнародна лінія «Ташкент-Кабул». 

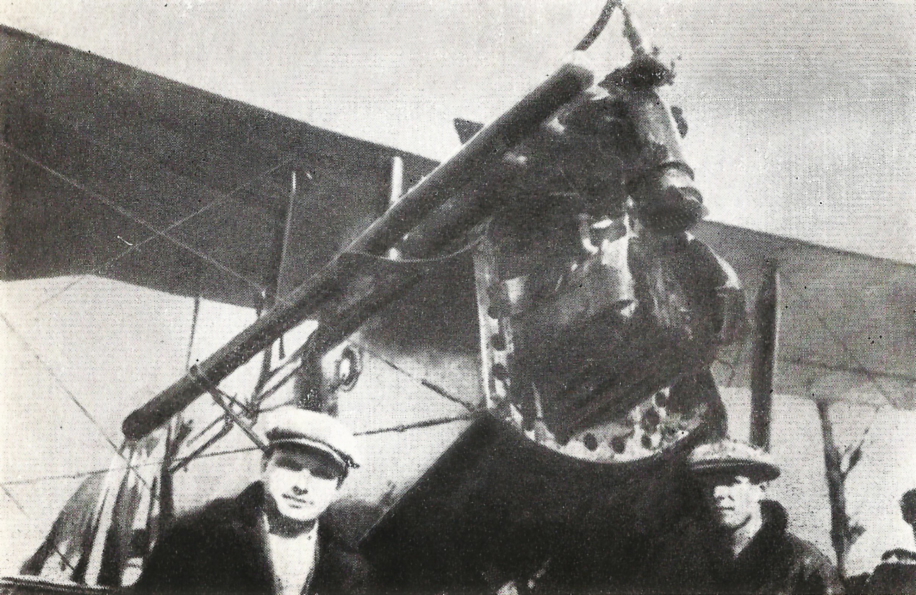
Х. Н. Славороссов та М. Водоп'янов біля літака «Коник-горбоконик». 1920-ті роки.

У нього проходив практику студент транспортного інституту Йосип Берлін, що став згодом заступником авіаконструктора Роберта Бартіні.
Працював головним інженером на авіаційному заводі, викладав у МВТУ імені Баумана й Московському авіаційному інституті.
У грудні 1930 року заарештований за звинуваченням у шпигунстві на користь французької розвідки. Загинув в ув'язненні у 1941 році.
22 липня 1963 року він був посмертно реабілітований (Постанова Військового трибуналу Московського військового округу № Н-456 від 28 червня 1963 року).

## Сім'я
- Дружина — Тетяна Олександрівна Славоросова (Грацианова) (1898–1982), дочка відомого лікаря та громадського діяча Олександра Олексійовича Грацианова.
- Син — Олексій Харитонович Славоросов (1916–1995), гірничий інженер, головний редактор журналу «Основи, фундаменти і механіка ґрунтів».
- Онука — Євгенія Олексіївна Славоросова (Славороссова), поет, перекладач, журналіст.
- Онук — Аркадій Олексійович Славоросов (1957–2005), прозаїк, поет, сценарист.

## Спогади сучасників
- За словами російського поета і авіатора Василя Каменського, який був учнем Харитона Славоросова, його наставник

| «…літав, як диявол, забираючись під хмари» |.
- Французький авіатор Жюль Ведрін про Славоросова говорив так:

«Якщо я знав людей, зазначених вогненної пристрастю до повітрю, Славо́ був серед них одним з перших. Майже всі його польоти на фронті (а він здійснив їх чимало) відзначені цією пристрастю і небувалою, винятковою хоробрістю. Неспокійний, вічно неспокійний, шукаючий дух Славо́ весь віддався повітроплавання…»

## Пам'ять
| Василий Каменский. ТАНГО С КОРОВАМИ Х. Н. Славоросову Жизнь короче визга воробья. Собака, что ли, плывёт там На льдине по весенней реке? С оловянным веселием Смотрим мы на судьбу. Мы — Открыватели Стран — Завоеватели Воздуха — Короли апельсиновых рощ И скотопромышленники. Может быть, выпьем Чарку вина За здоровье Комет, Истекающих бриллиантовой кровью. Или лучше — заведём граммофон. Ну вас — к чёрту — Комолые и утюги! Я хочу один — один плясать Танго с коровами И перекидывать мосты — От слёз Бычачьей ревности До слёз Пунцовой девушки. /1914/ |  | Евгения Славороссова. Кафе «Ротонда» Летом 1914 Харитону Славороссову Кафе «Ротонда» в роковом году. Ещё не встала центра Помпиду Дразнящая, кричащая громада. И вряд ли кто предчувствовал беду Над чашечкой густого шоколада. И приставал назойливый мотив, И огоньком горел аперитив, И анекдоты слушались вполуха… Но погибал в тоске Императив Германского трагического духа. А русский авиатор за столом, Забыв про свой тяжёлый перелом, Шутил, что он не зря сюда заброшен. И растворялись в дымке за стеклом И Эренбург, и Сутин, и Волошин. |  | Кафе «Ротонда» в гибельном году, Как написал Рембо: «Сезон в аду», Но в ад ещё не открывались двери, Лишь на Соборе корчились в бреду Чудовищные каменные звери. И авиатор кофе наливал, С улыбкой Максу Линдеру кивал, Сошедшему с экрана на минутку. А лёгкий летний вечер навевал Загадочность и грусть на проститутку. Кафе «Ротонда» в голубом чаду, Шампанское, шипящее во льду, Глотал эстет с гримасой декаданса. А он всё звал горючую звезду В рыданиях цыганского романса. Он ничего ещё не понимал И, уходя по улице, хромал, Но полон был полётами, как птица… А Рок незримо меч свой поднимал, И мир сверкал, чтоб через миг разбиться. |  | Евгения Славороссова. Памяти Роберта Бартини Как на загадочной картине, Что расплывается в слезах, Я вижу мальчика Бартини С мечтой безумною в глазах. А сердца стук в моторном шуме Замрёт и вздрогнет, как во сне… Следит испуганный Фиуме За странной птицей в вышине, Чья тень над улочкою узкой Кружит, как брошенный платок. Взирает авиатор русский На итальянский городок. |  | И, словно письма из конверта, Летят по небу облака. Не зря горит в глазах Роберто Немой восторг ученика. Как мальчик взять с собою просит, Как прикрепляет к сердцу нить! И свой вердикт Судьба выносит, Что невозможно изменить… Не избежать беды и боли, Но всё равно: Да будет так! А самолёт на синем поле, Как рыцарей небесных знак. |  |
| |  | |  | |  | |  | |  |

## Фільми
- Крылья Отчизны. Фильм 1. Время летать. — Режисер Бутков В. М. — Документальний — ТО Екран, 1988 рік — 57 хв. — Время летать (рос.)
- Крылья Отчизны. Фильм 2. Рыцари неба.  — Режисер Бутков В. М. — Документальний — ТО Екран, 1989 рік — 56 хв. — Рыцари неба (рос.)
- Крылья Отчизны. Фильм 3. Забытые имена. — Режисер Бутков В. М. — Документальний — ТВО Союзтелефільм, 1990 рік — 57 хв. — Забытые имена (рос.)

### Науково-художня література
- Беляков А. И. Воздушные путешествия: Очерки истории выдающихся перелетов / А. И. Беляков. — Санкт-Петербург: Политехника, 1993. — 224 с. (рос.)
- Блонский Л. В. Авиация России: материал технической информации / Л. В. Блонский. — Москва: Дом Славянской книги, 2009. — С. 427–428. — ISBN 978-5-91503-013-7. (рос.)
- Гальперин Ю. М. В небе Франции // Вокруг света. — 1975. — № 9. (рос.)
- Гальперин Ю. М. Отмеченный огненной страстью… // Вокруг света. — 1977. — № 3. (рос.)
- Гальперин Ю. М. Нас объединяют столетия // Вечерняя Москва. — 11 октября 1985. (рос.)
- Гальперин Ю. М. Воздушный казак Вердена: Повесть-хроника. — М.: Молодая гвардия, 1981. — 336 с. (рос.)
- Меос Э. Русские казаки в небе Франции // Неделя. — № 25, 17-23. — июнь 1962. (рос.)
- Меос Э. Харитон Славороссов // Крылья Украины. — № 65-66. — VIII. — 1960. (рос.)

### Художня література
- Каменский В. В. Степан Разин. Пушкин и Дантес. Кафе поэтов. «Путь энтузиаста». — М.: Правда, 1991. (рос.)
- Каменский В. В. Стихи. — М.: Художественная литература, 1977. (рос.)
- Славороссова Е. А. Кафе «Ротонда». Стихи в книге «Alma mater». — М.: Зебра Е, 2010. (рос.)